# Ammophilomima ghesquierei
Ammophilomima ghesquierei är en tvåvingeart som beskrevs av Emile Janssens 1953. Ammophilomima ghesquierei ingår i släktet Ammophilomima och familjen rovflugor.
Artens utbredningsområde är Kongo. Inga underarter finns listade i Catalogue of Life.